# 李允簡
李允簡（1502年—1551年），字可大，廣西柳州府融縣人，明朝政治人物，出生於世宦之家，曾祖李芳，祖父李序，皆進士。

## 简介
嘉靖十六年（1537年）舉人，十七年（1538年）登會試乙榜，授潼川州學正，後改夷陵州。此後歷任內江縣知縣、思州府知府，后因鎮壓湖南貴州交界地區龍許保、吳黑苗民變，而被劫持，之後語石邦憲令加速進兵，而自投高崖下，不久身亡，世宗詔贈貴州副使，賜祭葬官一子。

## 生平

### 早年求学
嘉靖十六年（1537年）舉人，十七年（1538年）登會試乙榜，授潼川州學正，因母親去世丁憂而未上任，後改夷陵州，攝荊門州。

### 仕官经历
李允簡為官清廉，升內江縣知縣。礼部尚书、文渊阁大学士张治听闻君名，从銓部调任为茶陵州知州。后升云南同知、思州府知府。

### 宁祸其身，勿病其民
任职四川内江知县期间，清廉自持，官员、富商请求私贿均不予理睬。某年大旱，李允简斋沐祈祷，赤脚行走于烈日下，让儿童们歌道：“旱既太甚，治邑非人。宁祸其身，勿病其民”（天旱这么厉害，是我官做得不好。宁可降祸于我，请不要降灾难于百姓）。三天后，天降大雨，旱灾得解。李允简还在河道上架起石梁为桥，御使以李允简之号命名为“寿溪桥”，以此旌表他深得民心。

### 麻阳苗乱
嘉靖三十年，贵州麻阳苗民叛乱，时任思州府知府的李允简率领本部官军平叛，归阵五日后，苗族叛军首领龙许保，吴黑苗伪装成守城哨兵，骗开思州城门，并率部进城烧杀抢掠。李允简带领城内官员于内城街巷展开白刃战，战斗持续数日，终寡不敌众被俘。被俘期间，留下绝笔书信告清平镇守將石邦宪：「亟進兵，勿以我為忌。」，后挣脱守卫，抢夺马匹逃出到盘山关，面前崖高水深，于是自投高崖深潭下。贼兵大惊，下山寻找，捞出奄奄一息的李允简，后弃置于路旁。思州居民发现后，将他抬回城中，到清浪卫时不幸殉国。

## 家族
先祖李寶鈞，密州諸城縣人，元朝時為融州路巡檢使者，遷柳州府融縣。
高祖李子贊，官至奉直大夫、協正庶尹、夷陵州知州。
曾祖李芳，景泰五年（1454年）甲戌科第二甲第四十五名進士，知夷陵州，後遷貴州右參議，官至雲南右布政使。
祖父李序，成化八年（1472年）壬辰科第二甲第七十二名進士，吏科給事中。
父李鏞，鄉試第三人，未仕，蚤卒。叔父李鐸。